# Mariano Matamoros 2.ª Sección
Mariano Matamoros 2.ª Sección es una ranchería del municipio de Pichucalco ubicado en la región Norte del estado mexicano de Chiapas.

## Geografía
La localidad de Mariano Matamoros 2.ª Sección se sitúa en las coordenadas geográficas 17°32′39″N 93°06′44″O / 17.544167, -93.112222, a una elevación de 34 metros sobre el nivel del mar.

## Demografía
Según el Conteo de Población y Vivienda 2020, efectuado por el Instituto Nacional de Estadística y Geografía, la localidad de Mariano Matamoros 2.ª Sección tiene 727 habitantes, de los cuales 358 son del sexo masculino y 369 del sexo femenino. La tasa de fecundidad es de 2.56 hijos por mujer y tiene 182 viviendas particulares habitadas.
| Gráfica de evolución demográfica de Mariano Matamoros 2.ª Sección entre 1950 y 2020 |
|                                                                                     |
| INEGI.                                                                              |